# Los Mapaches
Los Mapaches (The Raccoons) es una serie de dibujos animados canadiense, producida de 1985 a 1992. Fue creada por Kevin Gillis, duró 5 temporadas y tuvo 60 episodios.
La serie se inició cómo 4 especiales, el primero de ellos, The Christmas Raccoons (La Navidad de los Mapaches), se transmitió en el año 1980.
La serie presenta las aventuras de un grupo de mapaches en el Bosque de Evergreen ("siempre verde").

## Argumento
La serie gira en torno a Bert Mapache, quien vive junto a Ralph y su esposa Melissa Mapache, sus grandes amigos. La serie usualmente relata los esfuerzos del trío para evitar que Cyril Sneer, un codicioso oso hormiguero multimillonario, logre industrializar el bosque o poner en peligro el ecosistema y la pacífica comunidad que allí reside en sus intentos de obtener dinero fácil. 
En sus esfuerzos por proteger su hogar los mapaches cuentan con la ayuda de sus amigos, el perro Schaeffer, Cedric el inocente y amable hijo de Cyril y Sophia Tutu, la novia de Cedric.
A diferencia de muchas otras caricaturas de su época, manejó la acción, el humor y el romance de una manera bastante sofisticada, sin dejar de ser lo suficientemente sencilla para los espectadores más jóvenes. Las lecciones presentadas en la serie se centraron principalmente en el ambientalismo . También cubrió otros temas, incluida la amistad y el trabajo en equipo.

## Personajes
Los personajes principales son:
- Bert Mapache- Un joven mapache amistoso y algo torpe que vive junto con sus amigos Ralph y Melissa en el bosque Evergreen; un amante de la mantequilla de maní y las aventuras, ocasionalmente trabaja como reportero para Ralph en el periódico, pero es muy usual que se dedique a jugar y explorar el bosque juto a Cedric.
- Ralph y Melissa Mapache- Una pareja casada que son los mejores amigos de Bert, inteligentes y audaces. Ambos trabajan en un periódico local, Ralph cómo editor y Melissa cómo fotógrafa. La casa dónde viven junto con Bert se llama el "Raccoondominium" (juego de palabras entre mapache y condominio).
- Schaeffer y Broo- Dos perros que son amigos de los mapaches, Schaeffer es grande y sabio, y Broo es un cachorro juguetón.
- Cegato Gruñón (Cedric Sneer)- El hijo del antagonista Cirilo, es un oso hormiguero, que aunque torpe es mejor intencionado que su padre. Es el mejor amigo de Bert. Es el estereotipo del nerd, usando el cabello pulcramente peinado y unas gruesas gafas; es incapaz de pensar en su padre como una mala persona aunque en muchas ocasiones discuten por las malas prácticas de Cirilo.
- Sophia Tutu- La novia de Cegato. A pesar de ser personaje principal, deja de aparecer finalmente, debido a que los escritores de la serie no se ponían de acuerdo sobre cómo interpretarla.
- Lisa Mapache- La sobrina de Ralph, es una chica joven y alta, que se vuelve el interés romántico de Bert, pero ella sólo lo ve cómo un amigo. Es una talentosa jugadora de basquetbol. Ella y su familia originalmente vivían en otra ciudad y se mudan al bosque Evergreen casi al final de la serie.
- Bentley Mapache- El hermano menor de Lisa. Fanático del béisbol y buen amigo de Bert. Inicialmente un muchacho silencioso y apático ya que nunca había podido hacer amigos antes de mudarse a Evergreen, por lo que solo mostraba aprecio por su computadora, sin embargo gracias a los esfuerzos de Bert logró ser más abierto.
- Cirilo Gruñón (Cyril Sneer)- El principal antagonista de la serie, un oso hormiguero ambicioso y al principio destructivo, aunque mientras avanza la serie su actitud cambia hasta llegar a ser aliado de los Mapaches en ocasiones.
- Floyd, Lloyd y Boyd- Tres pequeños cerdos que trabajan para Cirilo.
- Sr. Knox- Un cocodrilo que también era un antagonista y era la principal competencia de Cirilo.
- Lady Baden-Baden- Una gallina, esposa del Sr. Knox.

En los especiales originales y en la primera temporada de la serie, aparecían también 3 personajes humanos: El guardabosques Dan y sus hijos, Tommy y Julie.
- Datos: Q1215613